# トゥーロン攻囲戦
トゥーロン攻囲戦（トゥーロンこういせん、英：Siege of Toulon）は、フランス革命初期（1793年9月18日 - 12月18日）に南フランスの港湾都市トゥーロンで発生した王党派の反乱に対して、共和派が勝利をおさめた戦い。ナポレオン・ボナパルトが初めて名を上げた戦いとして知られる。

## 概要
トゥーロンは、フランス王党派を支援するグレートブリテン王国（イギリス）、スペインらの軍隊によって占領されていた。ナポレオン・ボナパルトは砲兵将校として、市の港を制圧するための理想的な砲兵陣地の場所を見つけることによって名を上げた。イギリス側もまた脅威と見ていたその地点を彼が激しい突撃により攻略すると、サミュエル・フッドの指揮するイギリス艦隊は港からの脱出を余儀なくされ、反乱は鎮圧された。その功績によって24歳のナポレオンは一気に砲兵隊司令官（准将）となり、国際的な注目を浴びることとなった。

## 経緯
1793年5月31日のジロンド派議員の逮捕の後、フランスのリヨン、アヴィニョン、ニーム、マルセイユ各市が相次いで反乱を起こした。トゥーロンでは、穏健派によるジャコバン派の追い出しが行われたが、すぐにより多数の王党派によってとって代わられた。革命派によるリヨン、マルセイユの奪還と、その後に彼らによって行われた凄惨な報復のことが伝えられると、ダンベール男爵に率いられた王党派軍は、イギリス・スペイン連合艦隊に援助を求めた。8月28日、イギリスのフッド提督とスペインのランガラ提督は、フランス政府軍に対抗するためイギリス、スペイン、ナポリ、およびピエモンテの各軍からなる13,000人の軍隊を送り込んだ。10月1日、ダンベール男爵はルイ17世のフランス王位継承を宣言して王党派の旗「フルール・ド・リス」を掲げ、トゥーロンの町をイギリス海軍に委ねた。

## 攻囲戦
国民公会軍は、ジャン・フランソワ・カルトー将軍の指揮のもと、アビニョンとマルセイユを奪還し、9月8日、オリウール村を経て西側からトゥーロンに到着した。そして、東側から来たラポワプ将軍の指揮する6,000人のアルピーヌ海兵隊（"the Alpine Maritime Army"）と合流した。ラポワプはラ・ヴァレット村に陣を敷き、市の東を制するファロン山の砦を奪取しようとしていた。彼らにはさらにド・サン・ジュリアン提督の指揮する3,000人の水兵が加わった。彼らは、イギリスに降った王党派の司令官トロゴフ提督と行動をともにすることを拒否したのである。
カルトー軍の砲兵隊長ドンマルタンはオリウール村で負傷し、国民公会の2人の代表者、オーギュスタン・ロベスピエールとアントワーヌ・クリストフ・サリセティによって若いナポレオン・ボナパルト大尉がその後任となった。この2人は反目し合っていたが、ボナパルトはこの軍にアヴィニョンから従軍していたため任命されることとなった。

### ナポレオンの作戦
偵察の結果により、ナポレオン・ボナパルトは、ル・ケール（= カイロ）の丘を占領することにより、岬にあるレギエットとバラギエの要塞の攻略を計画した。それらはトゥーロンの内港と外港を遮断する位置にあり、包囲下の都市にとって不可欠な海からの補給を止めることができた。しかしカルトーは乗り気でなく、ドラボルド少将以下のわずかな支援しか送らなかったため、9月22日に行われた攻撃は失敗した。イギリス・スペイン連合軍は、それによってル・ケールの丘の重要性に気づき、頂上に新たに砦を築いて、防衛司令官の名前をとってマルグレーヴ砦と名付けた。それは3つの小さな拠点で支えられた堅固なものであり、イギリス人から「小ジブラルタル」と呼ばれた。
ナポレオンは、19日からサン・ローランの高台に置かれ、単に「山」と呼ばれた孤立した砲台では不十分だと考えた。21日、彼は内港西部のブレガリヨン（Brégallion）の海沿いに「サン・キュロット」と名づけたもう一つの砲台を構築した。フッド提督はそれを沈黙させようとしたが失敗し、なおかつ東岸のムリヨン（Mourillon）とラ・トゥール・ロワイヤル（la Tour Royale）側の水深が浅かったため、イギリス艦隊は別の海岸に沿って集結せざるを得なかった。10月1日、ラポワプ将軍によるファロン山の「東の砦」攻撃が失敗した後、ナポレオンは、市の攻略のために落とさなければならないマルブスケの大きな砦の砲撃を要請された。彼は周辺地域から砲兵を集合させ、各々6門の大砲を持つ50個隊を揃えた。10月19日、ナポレオンは大隊指揮官に昇進し、アレーネの丘に、砦に向けた大砲台「国民公会の砲台」を構築した。それは、デュモンソー（Dumonceau）の丘の「共和派のキャンプ」、ゴー（Gaux）の丘の「ファリニエール（Farinière）」、ラグブラン（Lagoubran）の「火薬庫」などによって支えられていた。

### デュゴミエの着任と攻撃
11月11日にカルトーが更迭され、新たに、以前は医者だったドッペが指揮官となった。しかし彼は決断力に乏しく、16日にマルグレーヴ砦への攻撃に失敗するという事態を招いてしまった。ドッペは自らの無能に気づいて辞任した。彼の後任のデュゴミエはたたき上げの職業軍人であり、すぐにナポレオンの作戦の長所を認め、小ジブラルタルの奪取に取り掛かった。20日、彼は到着するとすぐに隆起の上に「ジャコバン党員」砲台を構築し、11月28日にはその左に「恐れを知らぬ男」砲台、12月14日にはそれらの間に「シャース・コカン（Chasse Coquins）」砲台を作った。最終的にはさらに2つの砲台が、連合軍の軍艦を撃退するために作られた。それらは「大いなる港」および「4つの風車」と呼ばれた。
砲撃の圧力によってイギリス・ナポリ連合軍が進出し、「国民公会」砲台を奪取した。デュゴミエとナポレオンは反撃の先頭に立ち、彼らを押し戻した。そのとき、イギリスの指揮官オハラ将軍が負傷してフランス側に捕らえられた。彼はオーギュスタン・ロベスピエールおよびアントワーヌ・ルイ・アルビット（Antoine Louis Albitte）と、連邦主義者と王党派の軍の武装解除および降服の交渉を始めた。

### 共和派の勝利
オハラを捕虜にすると、デュゴミエ、ラポワプとナポレオン（大佐となっていた）は、12月16日の夜のうちに一斉攻撃を敢行した。攻撃は真夜中ごろ、小ジブラルタルに対して開始され、一晩中続いた。ナポレオンは、イギリス軍の軍曹の銃剣で腿に負傷した。しかし朝には拠点を奪取し、ナポレオンの副官オーギュスト・マルモンはレギエット要塞とバラギエ要塞に向けて大砲を据えた。イギリス軍はその日のうちに、それ以上戦うことなく避難した。この間に、ラポワプもファロンとマルブスケの砦を奪取していた。連合軍は海からの脱出を決定した。殿軍を務めたイギリスのシドニー・スミス代将は焼討船隊を港に突入させ、施設や船を焼き払った。

## 鎮圧とその後
国民公会軍は12月19日に市内に入った。ポール・バラスとスタニスラ・フレロンによる血なまぐさい報復が行われた。800人から2,000人におよぶ囚人がシャン・ド・マルスにおいて銃殺され、または銃剣で刺殺されたと考えられている。ナポレオンはジャン・フランソワ・エルナンデスによって怪我の治療を受けていたため、この大虐殺には立ち会わなかった。彼は12月22日に准将に昇進した。
1796年、ナポレオンはイタリア遠征の進軍をトゥーロン市から開始した。古い城壁の一部を成す、彼が出発した門には記念の飾り額が置かれてある。この門は「イタリア門（Porte d'Italie）」と呼ばれている。

## トゥーロンの地勢

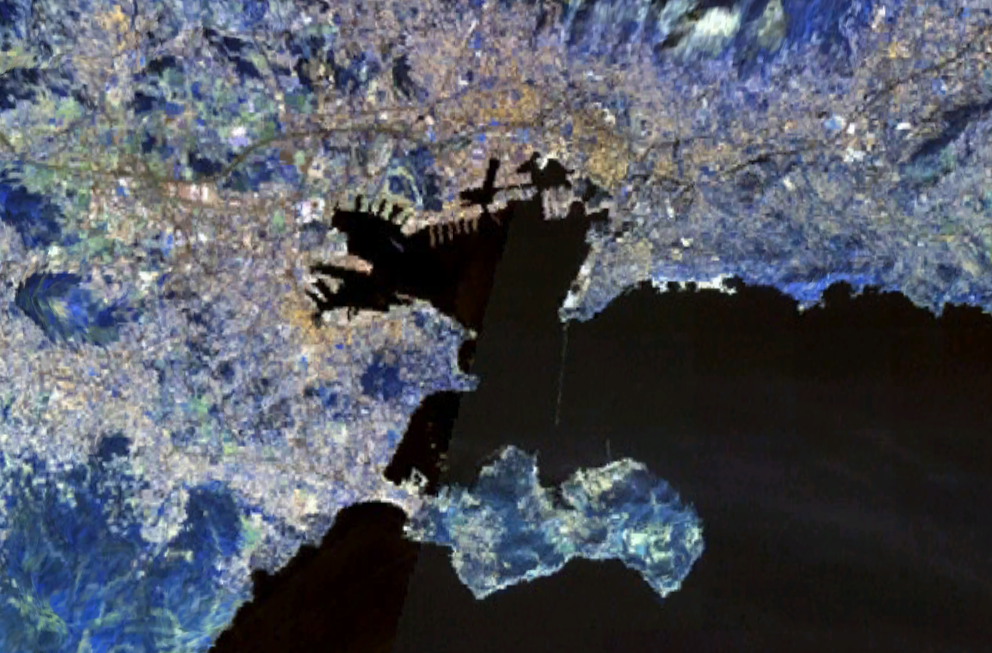
トゥーロンの衛星写真

トゥーロンの港は地中海に張り出した半島サン・マンドリエ・シュル・メールによって外海から隔てられているが、さらにその奥にある二つの半島によって内港がかたちづくられている。内港の北東側がトゥーロン市街で、その奥に市を見下ろすファロン山がそびえている。
内港を扼する形で東から延びるのがGians半島で、ムリヨン地区と、先端には16世紀以来のラ・トゥール・ロワイヤル要塞がある。西から延びる半島がラ・セーヌ・シュル・メールで、2つあるその先端にあるのがレギエットとバラギエの要塞である。両要塞の後背地にある高台がカイロ（ル・ケール）の丘で、ここに築かれたマルグレーヴ（フランス語でミュルグラーヴ）砦の争奪戦がトゥーロン攻囲戦の主要な戦闘であった。ちなみにレギエットとバラギエの両砦を結ぶ道路は今日「ボナパルト通り」と名づけられている。